# ジャンプ魂
「ジャンプ魂」（ジャンプだましい）は2006年10号から2009年24号まで『週刊少年ジャンプ』で連載されていた読者コーナー。略称ジャン魂（ジャンタマ）。
『週刊少年ジャンプ』誌上の読者コーナーとしては初となる、インターネットからのネタ投稿が可能というシステムを採用（少年誌の読者コーナーで初めてネット投稿を解禁したのは『週刊少年サンデー』の「サンデー青春学園」）。同時に「ジャン魂日本一決定戦」というコーナーでは、読者がその週の気に入ったネタに投票することができ、毎週の日本一が決定する。

## 概要
「4ヶ月を1レースとし、掲載されるごとにコーナーに応じて得点が加算され、1レースを通じての総合得点を競う」という形態をとった。過去のジャンプの読者ページの1レースの期間はほぼ半年であったが、今回から1レースにかける期間が短くなった。
ハガキの他に、パソコン、携帯電話からインターネットを通じてネタを投稿することが可能になり、誰でも手軽にネタの投稿ができるようになった。集英社の公式漫画サイトs-manga.netに会員登録すると、公式ホームページからネタの投稿ができる。このようなシステムはコーナー開始当初話題になり、募集開始後3日間でネットだけで約3000本ものネタが投稿された。インターネットからの投稿は文字ネタのみであるため、文字ネタの掲載率が格段に低くなったといえる。また「ジャン魂日本一決定戦」というコーナーでは、同様に会員登録した人がその週の気に入ったネタに投票が可能。その投票結果で毎週の日本一が決定する。
ハガキが掲載された全員と、投票した人の中から毎回抽選で選ばれた20名には、特製QUOカードが送られる。優勝した場合は、豪華賞品のほか、井沢と数人のスタッフが優勝者の地元に訪れ取材を行い、その模様が冒頭2ページを使用、すなわち独占できる。また、毎週の日本一になった人は特製ジャージとスタッフ直筆サイン色紙が送られる。（当初は商品を「特製ジャージ+α」としており、「+α」は何か明かされなかった。）
最初のレースを「1st魂（ファーストソウル）レース」とし、以降「2nd魂レース」「3rd魂レース」としていたが、4回目のレースからは「4魂（よんたま）レース」となり、以降「5魂レース」「6魂レース」としている。
コーナー開始前の仮タイトルは「J-1GP（ジェイワングランプリ）」であった。
2009年24号9魂レースで終了し、翌週から「ジャン魂G!」としてリニューアルした。

## メンバー

### 主要スタッフ
井沢どんすけ
構成・原稿担当。本名・井沢ひろし。前身である「じゃんぷる」から引き続き参加。鼻水を垂らすキャラは変わらず。
1〜4魂レースまでは『マスターどんすけ』と名乗っていたが、その後井沢どんすけに戻した。
山下シンイチロー
本名・山下慎一郎。語尾に「〜ッス」を付けてしゃべる。7魂レース頃からドM変態キャラが定着。
「じゃんぷる」時代はアルバイトだったが、正規メンバーになった。前々身の読者コーナー『ハガキ戦士ジャンプ団』では“ウラン235”のペンネームで優勝経験がある。

### 歴代ヒロイン
しょこたん（中川翔子）
自分が担当するコーナーではイラストも書いていた。2008年18号6魂レースを持って歴代ジャンプキャラに見送られて卒業。
みきPON（林未紀）
事務所の先輩でもある中川翔子の跡を継ぎ7魂レースから加入。2009年20号9魂レース（正確には22・23合併号）をもって卒業。

### 歴代担当編集
中路でじお
初代担当編集。本名・中路靖二郎。3魂終了時に嶋崎と交代。
ピクシー嶋崎
2代目担当編集。本名・嶋崎崇夫。学生プロレスの経験があり、名前は学生時代のリングネームから付けられた。8魂開始時に内田と交代。
ウッチー内田
3代目担当編集。本名・内田太樹。8魂開幕週（2008年37･38合併号）から加入。当時『To LOVEる -とらぶる-』も担当していた。『ジャン魂G!』に継続参加。

### カット
菊池晃弘
イラスト担当。さくまあきらの会社の元社員で、実は井沢とは「ジャンプ放送局」で編集のお手伝いを一緒にやった仲。これまでの読者コーナーのイラスト担当と異なり、本誌上でキャラクターとして描かれた事は一度も無い。

## 衣装テーマ
スタッフの衣装はレース毎に変わっていたが、4魂レース頃から衣装にテーマが見受けられるようになった。
- 4魂レース - ヒーロー編
- 5魂レース - モンスター編
- 6魂レース - RPG編
- 7魂レース - アイドルと親衛隊編
- 8魂レース - スポーツ編
- 9魂レース - 戦国乱世編

## 主なコーナー
ジャン魂日本一決定戦
毎週開催されたメインコーナー。『日本一イヤな○○』等のお題に対し、面白い答えを考える。インターネットで会員登録している読者がその週の気に入ったネタに投票することができ、毎週の日本一が決定。1〜3位の入賞作品にはボーナスポイントが与えられた。投票した人はボツネタなどのおまけ画像が見ることができた。
しょこたんパチブログ
しょこたんのブログ『しょこたん☆ぶろぐ』のパロディ。空欄に言葉をうめる。
ジャンプファン魂
究極のジャンプファンはどういうヤツなのか！？どういう行動をとるものなのか！？をテーマにありとあらゆる面白い行動を答える。
俳句魂
テーマなし、季語も要らず。とにかく面白い内容の五･七・五を描いて送る。
マニア魂
あらゆるものに関して日本一のマニアはどんな行動をとるのか？その面白くアホな行動を考える。『日本一の○○マニア。〜する。』という形式。
しょこたん2コマ
しょこたんがお題となる1コマ目を描くので、オチとなる2コマ目を考える。
イニシャル魂
「USB」「SOS」など、そのイニシャルは一体何の略なのか、ボケて答える。（例：USB…U→薄い接続部の、S→差込口は乱暴に扱うと、B→ぶっ壊れやすい）コーナー名の由来は頭文字D（魂）から。
キャラQ
「ずっと側にいて欲しいジャンプキャラ」「メジャーリーグで活躍できそうなジャンプキャラ」等といったアンケートに近い形式のお題に対し、それにふさわしいジャンプのキャラを、理由もつけて答える。
トビラアオリ
1ページ目の『ジャンプ魂』のロゴの上につける、ジャンプ魂を盛り上げる言葉を考える。
実験魂
ジャン魂スタッフがお題で発表したチャレンジを行い、その結果を予想投票する。
マンガ家魂
一流の漫画家はこうあるべし！　どんな行動を起こせばいいか、どんな態度でいればいいか。その破天荒で面白い行動を答える。
ジャンプ魂PR大作戦
ジャンプ魂を普及するためにはどのような行動を起こせばよいか、奇抜なアイデアを募集。
サムライソウル
世の中の矛盾や理不尽を斬るコーナー。『○○！〜の罪により斬る！』という形式。
次号予告
ジャンプのそれぞれの連載漫画の最終ページの下についている簡単な次回予告をマネて、ウソ予告を考える。
たとえ魂
毎回出されるテーマを、彦麻呂風に例える。「まさに、○○や〜」という形式。
超進化魂
いろんなモノをヒーローっぽく激しい怒りによって進化させた姿を考える。イラストのみの募集。　
J喜利
少年ジャンプやジャンプ漫画・ジャンプキャラに関するお題が出され、それにボケて答える。
カワユス番付
「○○が△△だったらもっとカワイイ」というものを考える。しょこたんが独断でランキングをつけ、1位になったネタをしょこたんがイラストにする。
WBC（ワールド・バカ・クラシック）
「バカ、回転寿司にいく。」等のお題が出され、この後バカはどういう行動をしたかを絵や文章で描く。名前の由来は『WBC』（ワールド・ベースボール・クラシック）から。
オレが日本一!
自慢できないようなことをおおっぴらに自慢する。『○○ならオレだって日本一だ！』という形式。
友情魂（お悩み係・解決係）
最近困っていることなど、みんなの悩みを募集。その中で選ばれた悩みの解決策をみんなに考えてもらう。
なりきり魂
毎回、一人のジャンプキャラが指定されるので、そのキャラになりきるために、とってはいけない行動を考える。
バカズバッ!!
ルール無用、面白いイラストであればなんでも良い。初め、「バカノート」（『DEATH NOTE』のパロディ）というタイトルだったが、諸事情により現在のタイトルとなった。タイトルの由来は『みのもんたの朝ズバッ!』から。
モード魂
さまざまなものや行動に「イージーモード」と「ハードモード」が存在したときの違いを挙げる。基本的に「イージー」が普通の内容で「ハード」でオトす、という形式。
クローズアップ原題
ジャンプの人気漫画の連載開始前の没となった仮タイトルを考える。実際に作者にインタビューし、正解者には高得点が贈呈される。しかし、本気で正解を狙いに行く人はごく少数でほとんどはボケ回答だった。名前の由来は『クローズアップ現代』から。
元気魂（げんきダマ）
世の中の困っている人たちにキミの元気を分けてあげよう、というコーナー。「〜している人。オラが元気を分けてやる!!」という形式。
フキダマシイ
お題となる漫画（画は菊池晃弘）の2コマ目のフキダシに、オチとなる決め台詞を入れる。お題のシーンは映画や漫画でのかなりベタなシチュエーションが主。
万物の三本柱
ジャンプの三本柱「友情・努力・勝利」のように、世の中のあらゆるものの三本柱を定める、三段オチコーナー。
人間だもの。
人間とはこんなもの！をテーマに人間の本質を鋭く描いた詩を「〜いいじゃない、人間だもの。」の定型文で作る。
王子のお部屋
自分の周りにいる面白い人をイニシャルトークで紹介するコーナー。「○○王子。?。」という形式。募集当初は「○○王子」というタイトルだったが、変更になった。
オレがアイツで!
もし自分が有名人や漫画・ゲームのキャラクターだったらどんな行動をとるか？　面白い行動を「オレが○○だったら、〜」という定型文で答える。元々は、全く募集してない『もしも僕が○○だったら』コーナー宛てのネタが届き、「ジャン魂日本一決定戦」の投票おまけ画像にそのネタをおもしろハガキとして掲載したところ、それに複数の投稿者が便乗投稿してきたのがコーナー開始のきっかけ。
オリ魂（オリコン）
毎回ジャンプに連載中の漫画をお題に出すので、その漫画に登場させたい自分が考えたオリジナルキャラクターを考えるイラストコーナー。コーナー名の由来はオリコンから。
アイドルになりたい!!
「笑っていいとも」等、お題の人気番組にみきPONが出演した時、どうすればみきPONが目立てるか考える。
セキララ!みきPON
みきPONに対する質問を投稿する。
みきPONソングス
架空の曲のタイトルがお題として出されるので、1行のフレーズを投稿する。それらをスタッフがつなぎ合わせて歌詞を完成させ、曲をつけてみきPONに歌ってもらう。
プロジェクトA（アホ）
「様々なものが今よりアホになったら？」をテーマに、どんなハチャメチャなことが起こるか、「アホ○○」の描き出しで答える。
カッケー名！
普段あまりカッコよくないもの（寝癖、おねしょ等）のカッコイイ別名を答える。元々ジャン魂日本一決定戦で「日本一カッコイイオナラの別名」「日本一カッコイイハゲの別名」を募集していたが、独立したコーナーになった。
ノアの方舟
この世に居なくなりかけている、絶滅寸前、超貴重なヤツを紹介する。マンガやゲームのキャラにありがちなベタなネタが主体。
ポジティ部
ネガティブ思考のみきPONの悩み（最近体重が増えた、等）を無理矢理ポジティブに考えて、元気付けてあげる。

## 歴代王者
- 初代：赤嶺総理 - 着信御礼!ケータイ大喜利でもレジェンド大喜利40号を獲得している。現在はよしもとクリエイティブエージェンシーでピン芸人として活動している。
- 2代目：かむかむ
- 3代目：あっくん
- 4代目：せかいのこうた
- 5代目：細木ボンバイエ
- 6代目：ロハン
- 7代目：ロハン - ジャンプ放送局時代の「竜王は生きていた」以来の連覇達成。
- 8代目：緑のポスト
- 9代目：核家族

## 各種記録

### 1レース最多得点
| 順位 | PN             | ポイント | レース |
| ---- | -------------- | -------- | ------ |
| 1位  | 細木ボンバイエ | 78P      | 5魂    |
| 2位  | ロハン         | 77P      | 5魂    |
| 3位  | 緑のポスト     | 71P      | 8魂    |
| 4位  | 田中の庸介     | 68P      | 8魂    |
| 5位  | ロハン         | 65P      | 7魂    |

### 1週最多得点
| 順位 | PN               | ポイント | レース      |
| ---- | ---------------- | -------- | ----------- |
| 1位  | いわしのコーヒー | 18P      | 3魂・10週目 |
| 2位  | 山大             | 17P      | 5魂・最終週 |
| 3位  | こいな氏         | 14P      | 1魂・最終週 |
| 3位  | 細木ボンバイエ   | 14P      | 5魂・3週目  |
| 5位  | ジャスティス仮面 | 13P      | 6魂・10週目 |
| 5位  | 軟式タイカレー   | 13P      | 8魂・9週目  |

### 連続掲載週数
- 緑のポスト　19週